# Шинделарж, Филип
Филип Шинделарж (чеш. Filip Šindelář; род. 30 октября 1979 года, Влашим, Чехословакия) — бывший чешский хоккеист, вратарь.

## Карьера
Шинделарж начал свою профессиональную карьеру в 1999 году с команды «Вайгар» (Йиндржихув Градец) в первой чешской лиге. С 2001 года он присоединился к клубу «Итонг» (Брно) в той же лиге. Уже в следующем году он вступил в ряды клуба «Млада Болеслав», где играл несколько сезонов. Он также сыграл 1 игру за пражскую «Спарту». также выступал за команды «Горацка Славия» (Тршебич) и «Бенатки-над-Йизероу» в первой лиге, а также в словацкой Экстралиге за ХК «Дубница». С 2009 года играл за «Витковице» в чешской Экстралиге. В 2010 и 2011 годах его команда выигрывала серебряные медали чешского чемпионата. Завершил игровую карьеру в 2017 году. За всю карьеру сыграл в чемпионате Чехии 153 матча. С 2018 по 2020 год занимал должность тренера вратарей молодёжных команд «Млады Болеслав».